# Gioia del Colle
Gioia del Colle (Sciò in dialetto locale, fino al 1863 chiamata Gioia) è un comune italiano di 26 451 abitanti della città metropolitana di Bari in Puglia. È stata sede della comunità montana della Murgia Barese Sud-Est. La cittadina sorge sull'altopiano delle Murge, a 360 m s.l.m.

## Geografia fisica

### Territorio

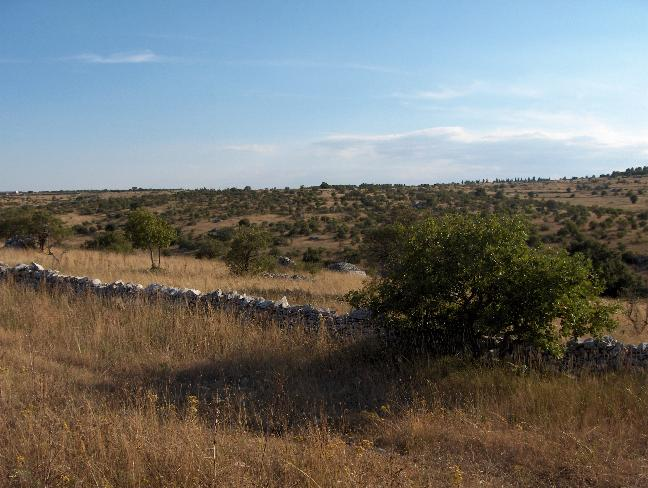
Tipico aspetto della Murgia

Gioia del Colle, che sorge sul culmine di una collina a 360 m s.l.m., è situata nella parte meridionale delle Murge, nella "Sella di Gioia del Colle", posta tra le Murge di Nord-Ovest e le Murge di Sud-Est, a metà strada tra il Mare Adriatico e il Mar Ionio. Il territorio comunale, con una superficie di 206,48 km², raggiunge un'altitudine massima di 435 m s.l.m. e minima di 296 m s.l.m. Il territorio comunale confina a nord-ovest con Acquaviva delle Fonti, a nord con Sammichele di Bari, a nord-est con Turi, a est con Putignano e Noci, a sud-est con Mottola, a sud con Castellaneta, a sud-ovest con Laterza, a ovest con Santeramo in Colle.

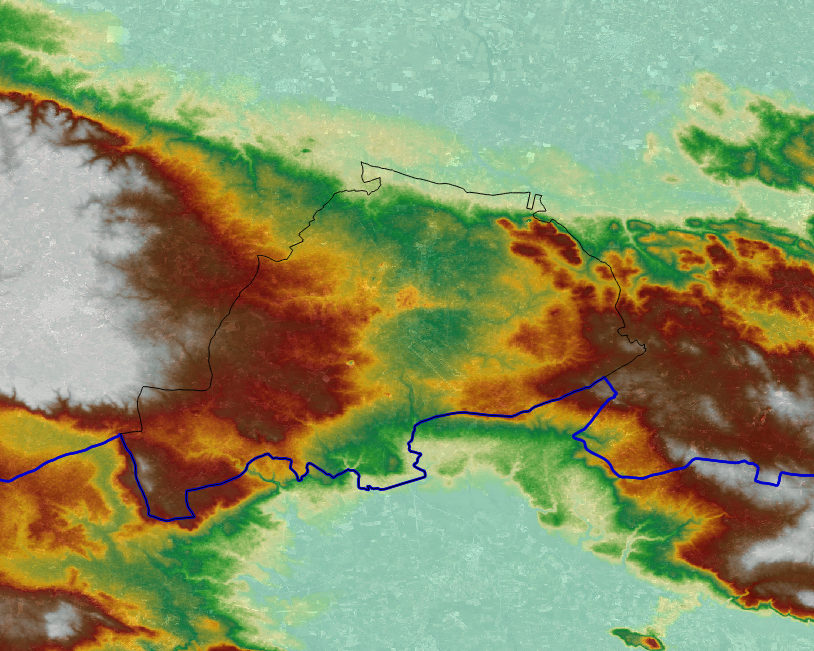
Orografia di Gioia del Colle

Il paesaggio è caratterizzato da grandi superfici boschive, in cui dominano i fragni, più che la roverella. In particolare, il Bosco Romanazzi e Serra Capece costituiscono la parte più cospicua della superficie boschiva del comune di Gioia del Colle e si estendono dalla zona archeologica di Monte Sannace alla strada provinciale per Noci.
La parte occidentale del territorio comunale rientra a tutti gli effetti tra le Murge di Nord-Ovest, con isoipse che superano i 400 m s.l.m. verso Santeramo e Laterza, mentre quella orientale rientra tra le Murge di Sud-Est, con isoipse oltre i 400 m s.l.m. verso Noci. Nel mezzo, invece, si staglia una depressione (sella) con altitudine media di 340 m s.l.m., interrotta soltanto dal colle di 360 metri su cui poggia la città.

### Clima
Il clima di Gioia del Colle è mediterraneo (Köppen Csa), ma con punte di continentalità a causa dell'altitudine e della lontananza dal mare. La temperatura in inverno oscilla tra -2 e +12 °C, mentre in estate varia tra +18 e +35 °C con un'elevata percentuale di umidità. Le precipitazioni annuali si attestano attorno ai 600 mm. Non di rado cade la neve, circa una volta all'anno, specialmente in presenza di aria fredda di origine balcanica.
- Classificazione climatica[7]:
  - Zona climatica D;
  - Gradi giorno 1755

Nella tabella sottostante sono riportati i valori medi che si registrano nelle Murge basse, di cui anche il territorio di Gioia del Colle fa parte.
| Gioia del Colle            | Mesi | Mesi | Mesi | Mesi | Mesi | Mesi | Mesi | Mesi | Mesi | Mesi | Mesi | Mesi | Stagioni | Stagioni | Stagioni | Stagioni | Anno  |
| Gioia del Colle            | Gen  | Feb  | Mar  | Apr  | Mag  | Giu  | Lug  | Ago  | Set  | Ott  | Nov  | Dic  | Inv      | Pri      | Est      | Aut      | Anno  |
| -------------------------- | ---- | ---- | ---- | ---- | ---- | ---- | ---- | ---- | ---- | ---- | ---- | ---- | -------- | -------- | -------- | -------- | ----- |
| T. max. media (°C)         | 9,8  | 10,5 | 13,0 | 16,7 | 21,8 | 26,3 | 29,5 | 29,1 | 25,3 | 19,6 | 14,5 | 11,0 | 10,4     | 17,2     | 28,3     | 19,8     | 18,9  |
| T. min. media (°C)         | 1,9  | 2,1  | 3,6  | 5,8  | 9,6  | 13,3 | 16,0 | 15,8 | 13,3 | 9,8  | 5,8  | 3,2  | 2,4      | 6,3      | 15,0     | 9,6      | 8,4   |
| Precipitazioni (mm)        | 53,0 | 67,5 | 66,9 | 41,7 | 46,3 | 39,2 | 28,3 | 41,6 | 49,0 | 68,7 | 66,5 | 67,9 | 188,4    | 154,9    | 109,1    | 184,2    | 636,6 |
| Giorni di pioggia          | 8    | 8    | 8    | 6    | 6    | 4    | 3    | 4    | 5    | 7    | 7    | 8    | 24       | 20       | 11       | 19       | 74    |
| Umidità relativa media (%) | 78   | 76   | 72   | 69   | 67   | 62   | 59   | 62   | 66   | 73   | 79   | 79   | 77,7     | 69,3     | 61       | 72,7     | 70,2  |

## Storia

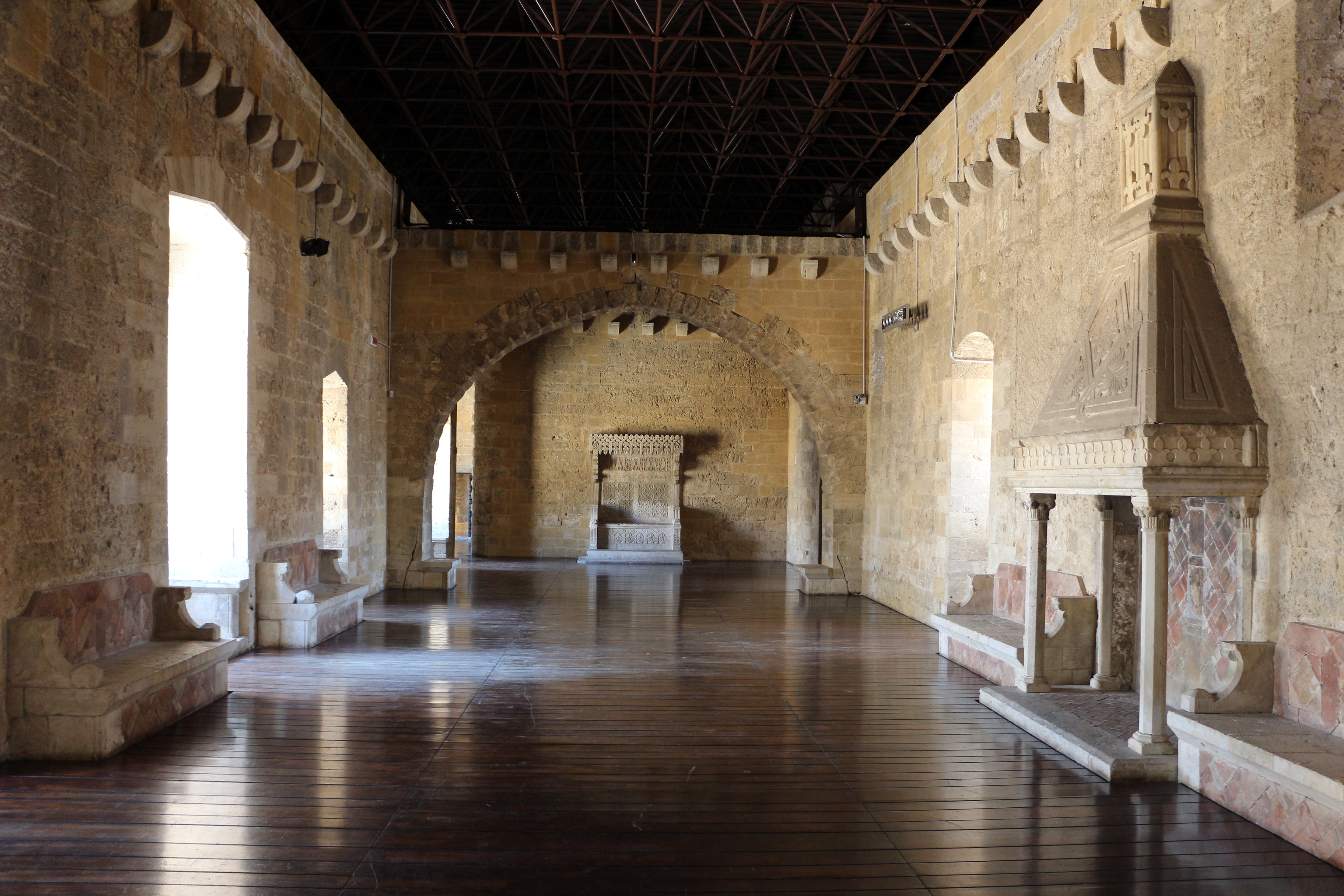
La sala del trono nel castello normanno-svevo

L'attuale abitato di Gioia del Colle nasce intorno a un castello di origini bizantine.
Il suo nome deriva da Joha, riduzione del cognome Joannakis, famiglia bizantina presente in questi luoghi in età medioevale, ma sull'origine del toponimo ci sono molte opinioni e perfino leggende. Una delle più famose racconta che una nobildonna in viaggio nella zona perse dei gioielli tra cui una bellissima e preziosissima collana. Al luogo dove la collana venne ritrovata venne dato il nome "Gioia del Colle". La complessa ed originale storia della città di Gioia del Colle è illustrata anche nel suo particolare stemma araldico: una coppa a forma di calice ricolma di gioielli e bordata da motivi agricoli. Diversamente dagli stemmi dei paesi limitrofi, quello di Gioia del Colle, risalente al 1934, non si lega ad alcun simbolo raffigurante casati, marchesati o ducati, ma racconta la presenza di una civiltà eterogenea che va dalla povertà alla ricchezza, dall'artigianato al latifondo. Si ispira ad una scultura eseguita nel 1480 da Joannes de Rocca, su una pietra murata nella sede dell'Università di Gioia, raffigurante tre stemmi: quello di Gioia con la scritta Universitas Joe, quello Aragonese con la corona reale e quello dei conti Acquaviva di Conversano.
L'abitato, dominato nel primo trentennio del XII secolo da un Roberto Britio, conte di Ruggero II; fu ricostruito dal normanno Riccardo Siniscalco, per poi essere distrutto da Guglielmo I di Sicilia detto "il Malo". Fu rifondato nel 1230 da Federico II di Svevia al ritorno dalla Crociata. Sembra che il castello fosse una residenza in cui sostava durante le sue battute di caccia. Fu poi completato dagli Angioini che aprirono delle finestre sulla cortina.
Fra il 1600 e 1800 i successivi proprietari (gli Acquaviva d'Aragona, i De Mari, e Donna Maria Emanuela Caracciolo) hanno tolto al complesso l'aspetto di una residenza fortificata.
La città "nuova" però avrebbe origine da un insediamento ben più antico: Monte Sannace, distante circa 5 km dall'abitato odierno. Scavi archeologici, ancora oggi, portano alla luce vestigia di un villaggio di Peucezi risalente al VII secolo a.C.
Gioia nasce durante il dominio bizantino per poi passare sotto il dominio normanno, infeudata al conte Riccardo di Altavilla. A Federico II si deve la ricostruzione del castello.
Fu principato di Taranto e feudo dei principi De Mari di Acquaviva delle Fonti fino all'abolizione delle feudalità.

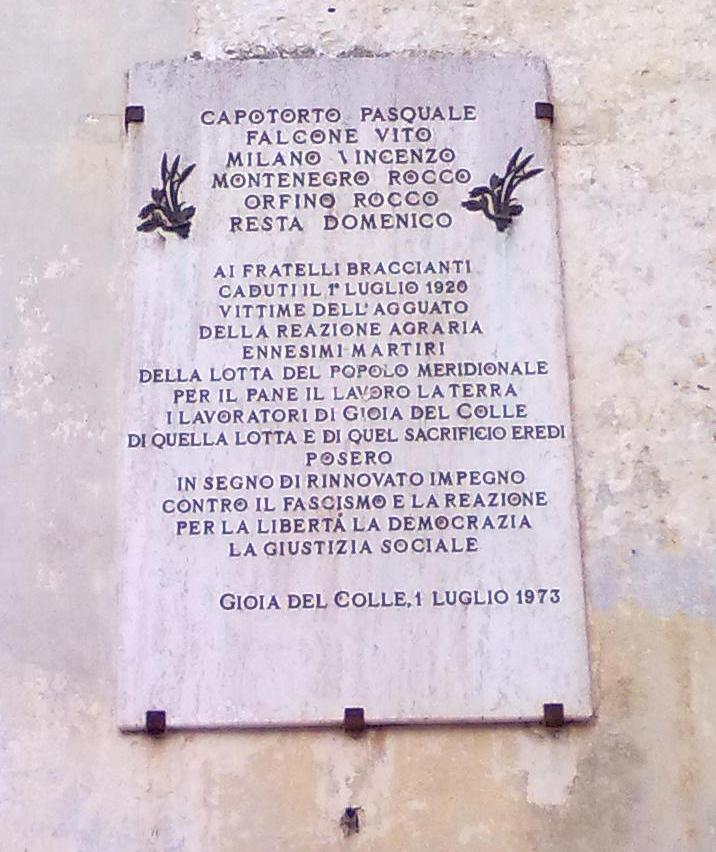
La targa commemorativa dei fatti di Marzagaglia del 1920.

### La strage di Marzagaglia
Nel 1920, nel difficile clima sociale e politico del primo dopoguerra, avvenne l'episodio passato alla storia come strage di Marzagaglia. Il primo luglio vennero uccisi 6 braccianti e il giorno dopo per ritorsione tre possidenti.

### Simboli
Lo stemma di Gioia del Colle è stato riconosciuto con decreto del capo del governo del 28 agosto 1934.
Il gonfalone, concesso con regio decreto del 23 agosto 1934, è un drappo di porpora.

## Monumenti e luoghi d'interesse
Castello normanno-svevo 

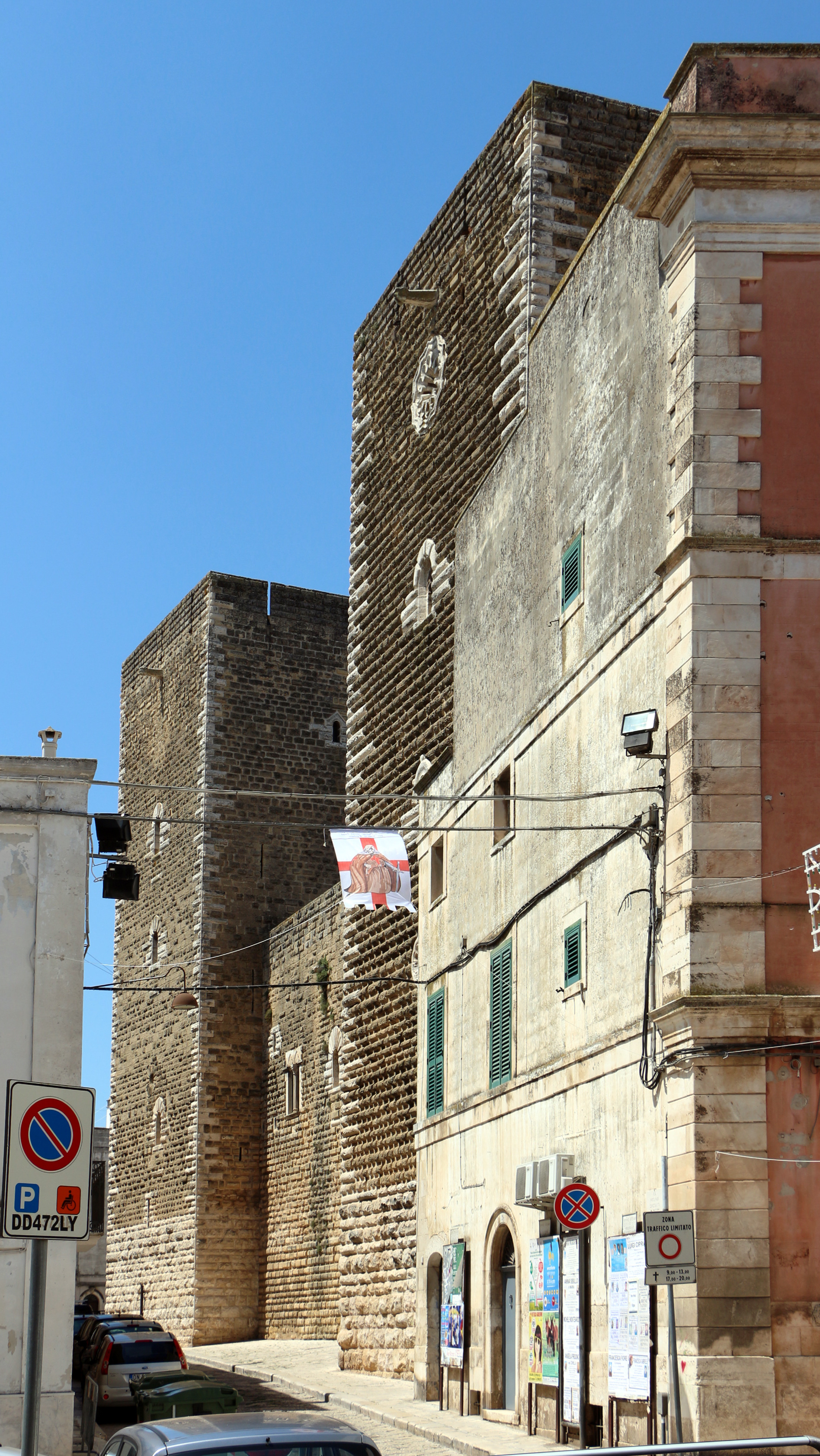
Le fortificazioni ovest del castello

Il castello normanno-svevo di Gioia del Colle è il risultato di almeno tre interventi costruttivi: uno risalente al periodo bizantino, un altro a quello normanno e l'ultimo a quello svevo. Inizialmente era costituito da un recinto fortificato in conci lapidei, fu ingrandito nel XII secolo dal normanno Riccardo Siniscalco, che lo trasformò in una residenza nobiliare.
La sistemazione definitiva del castello si deve a Federico II di Svevia intorno al 1230, epoca in cui si presenta con un cortile quadrangolare, saloni e stanze che si affacciano su di esso, ed è delimitato da quattro torri angolari. Delle quattro torri angolari originarie, di cui si parla nell'apprezzo della Terra di Gioia sia dell'architetto e tabulario Honofrio Tangho del 1640 che di Gennaro Pinto del 1653, oggi ne restano solo due: quella De' Rossi e quella dell'Imperatrice.
Il castello ospita permanentemente il Museo archeologico nazionale di Gioia del Colle.
 Chiesa di Santa Maria Maggiore 

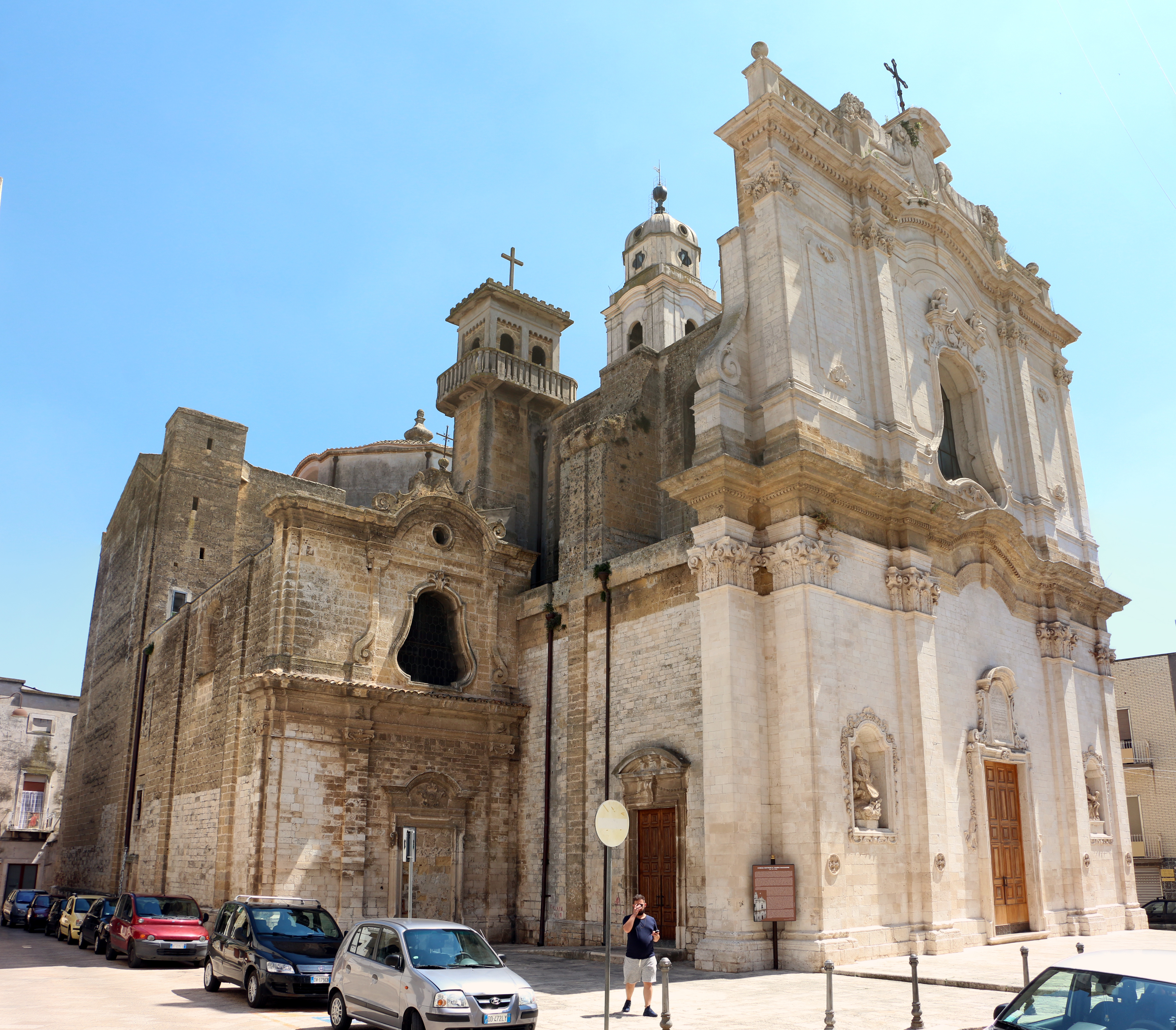
Chiesa Madre

Eretta verso la fine dell'XI secolo da Riccardo Siniscalco col nome di "Chiesa palatina di S. Pietro", era stata inizialmente dedicata a San Pietro, fu successivamente rinominata "Madonna della Neve". La chiesa venne distrutta nel 1764 da un incendio appiccato nel corso di una sommossa popolare. Nello stesso anno la chiesa venne ricostruita e dedicata alla natività della Beata Vergine. A questa epoca risalgono le due sculture in pietra (S. Filippo Neri e la Madonna con in grembo il Bambino) presenti sulla facciata.
Nel 1857 la chiesa venne nuovamente danneggiata, questa volta da un terremoto; venne quindi chiusa al culto. Il prospetto e il campanile vennero restaurati nel 1893.
Al 1942 risale il crollo del campanile a causa di dissesti strutturali tra la parte edificata nel XII secolo e quella del 1893.
Presso la chiesa vennero istituiti i Libri Battesimali nel 1575 e i Registri dei Morti nel 1584.
Presenta al suo interno numerosi affreschi risalenti a diversi periodi storici e una cripta in cui è sepolto il corpo del principe Carlo III de Mari. Ricostruita nel corso dei secoli, conserva ancora lo stipite originale del portone di ingresso e un sarcofago adibito a lavabo (conservato in sagrestia).
Altre chiese

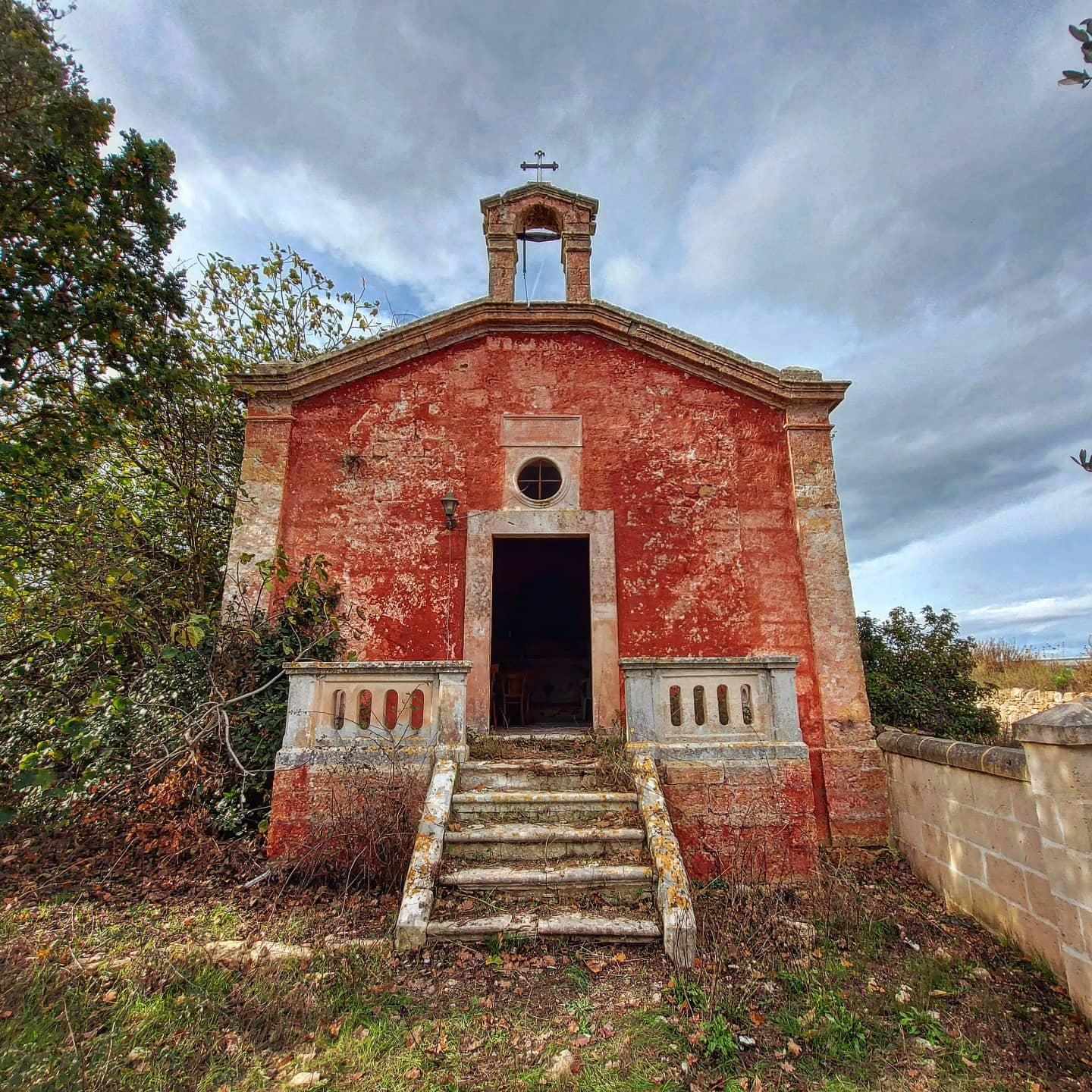
Chiesetta di Santa Maria della Croce (fine 1600, ultima testimonianza delle chiese rurali presenti a Gioia del Colle)

- Parrocchia Sacro Cuore, retta dal 1984 dalla congregazione "Famiglia dei Discepoli" di Padre Minozzi
- Parrocchia Santa Lucia
- Parrocchia San Vito
- Parrocchia Immacolata di Lourdes
- Parrocchia Madonna di Loreto (aeroporto militare)
- Chiesa San Rocco
- Chiesa Sant'Angelo
- Chiesa Sant'Andrea
- Chiesa San Domenico (con annesso convento domenicano, oggi palazzo municipale)
- Chiesa San Francesco (con annesso convento francescano, oggi sede della caserma dei carabinieri)
- Chiesa del Crocifisso (con annesso convento)
- Chiesa della Candelora
- Chiesa Maria SS.Annunziata (Località Monte Sannace)
- Chiesa San Giuseppe lavoratore (località Montursi)

 Le confraternite e le Pie Associazioni 
1. Immacolata Concezione della Beata Vergine Maria, Arciconfraternita, Chiesa Sant'Andrea
2. Beata Vergine Maria del Monte Carmelo, Confraternita, Chiesa Matrice
3. San Filippo Neri, Confraternita, Chiesa Sant'Angelo
4. Purgatorio, Confraternita, Chiesa San Francesco
5. Beata Vergine Maria del Santo Rosario, Confraternita, Chiesa San Domenico
6. San Rocco, Confraternita, Chiesa San Rocco
7. Santa Lucia V.M., Confraternita, Parrocchia Santa Lucia
8. San Vito M., Chiesa della Candelora, INATTIVA
9. Sant'Anna, Pia associazione, Chiesa Sant'Andrea
10. Santa Rita, Pia Associazione, Chiesa Sant'Angelo
11. San Pio da Pietrelcina, Gruppo di Preghiera, Parrocchia Santa Lucia
12. Purificazione della vergine Maria, Chiesa Sant'Angelo, ESTINTA
13. San Michele Arcangelo, Chiesa Sant'Angelo, ESTINTA
14. Sant'Antonio e Crocifisso, Chiesa del Crocifisso, ESTINTA
15. Santissimo Sacramento, Chiesa Matrice, ESTINTA

 Archi del centro storico 

 Distilleria Cassano 
Il territorio gioiese è stato sempre interessato da un'importante produzione vinicola, che nei secoli scorsi ha trovato mercato soprattutto in Francia. Quando questo canale è stato chiuso come conseguenza delle misure protezionistiche del 1887 tra Italia e Francia, i produttori hanno cominciato a distillare le ingenti quantità di vino invenduto per produrre cognac e bevande alcoliche.
Seguendo l'esempio di altri, nel 1891 Paolo Cassano fece allestire una distilleria all'interno della masseria Cassano. L'attività dell'opificio continuò con buona fortuna fino al 1914 (nacque in questo periodo il Fides Cognac italiano, il più conosciuto cognac prodotto a Gioia), quando la società fu messa in liquidazione per una serie di concomitanti fattori negativi che ne avevano ridotto notevolmente la profittabilità: in primo luogo un'epidemia di fillossera che decimò i vigneti dell'intera Puglia; inoltre nel 1912 si registrò un notevole incremento della tassazione unitamente all'abolizione degli abbuoni fiscali destinati ai produttori di cognac.
La distilleria passata alla famiglia Taranto e tenuta in stato di abbandono, venne poi ceduta alla USL (oggi Azienda sanitaria locale) nel 1970 per farne un ospedale. La costruzione fu nuovamente ceduta al comune di Gioia del Colle nel 1997 per appianare alcuni debiti.
L'ex distilleria rappresenta un esempio pionieristico dell'industria pugliese, in ragione di queste considerazioni il Ministero dei Beni Culturali e Ambientali ne ha sancito l'importanza storica con l'iscrizione nell'elenco dei beni monumentali e ambientali con decreto di vincolo del 26 settembre 1992.
Ristrutturata a partire dal 2006, la distilleria ospita occasionalmente mostre e sagre.
 Aree naturali 
I Boschi Romanazzi sono un'oasi in gestione al WWF Italia.

## Società

### Evoluzione demografica
Abitanti censiti

### Etnie e minoranze straniere
Gli stranieri residenti nel comune sono 1 406 persone, pari al 4,73% della popolazione.
Di seguito sono riportati i gruppi più consistenti:
- Albania, 393
- Marocco, 279
- Romania, 243
- India, 58
- Georgia, 52
- Cina, 30

## Cultura

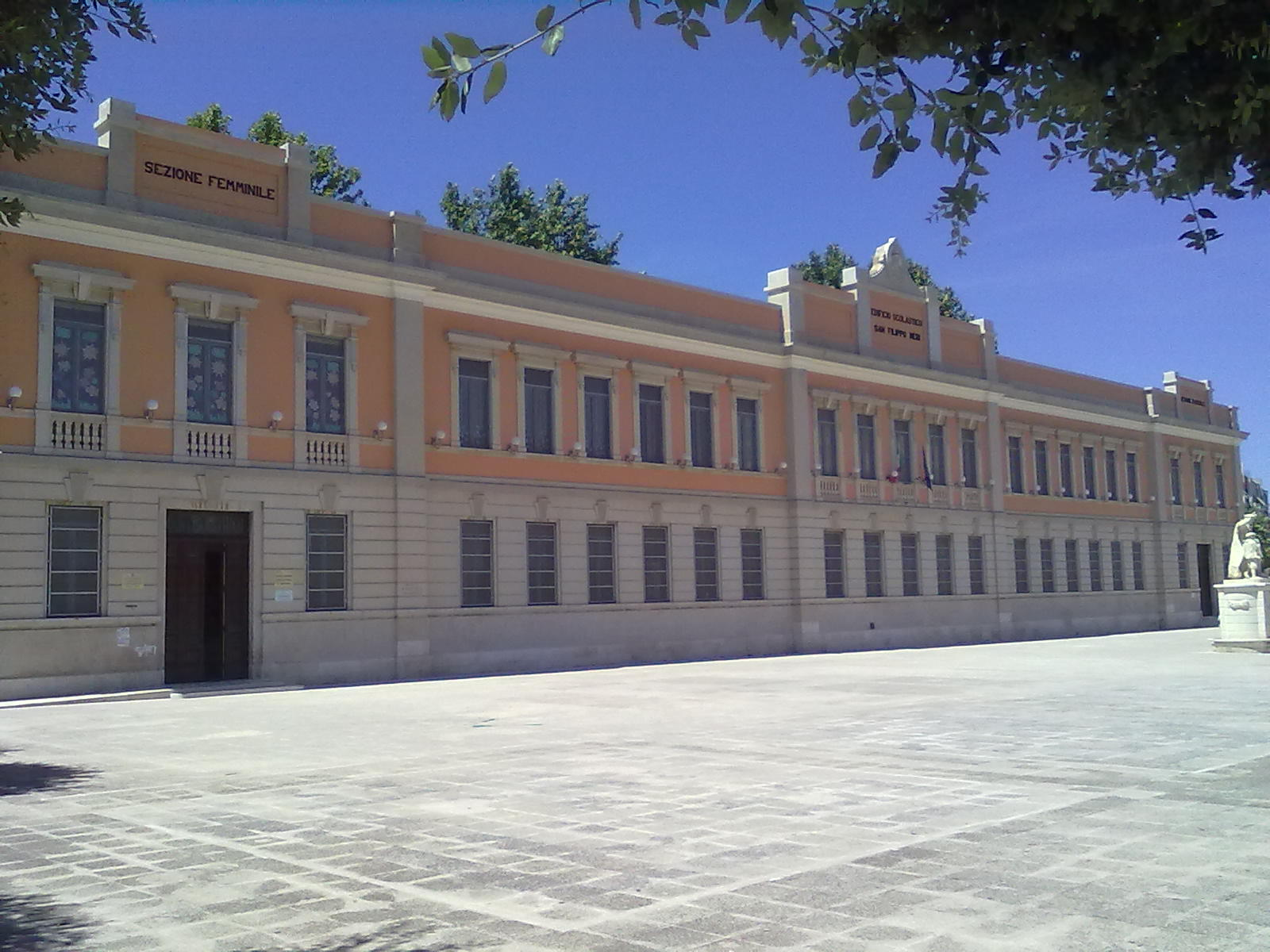
La scuola primaria San Filippo Neri.

### Istruzione

#### Scuole
A Gioia del Colle hanno sede 5 scuole dell'infanzia, 4 scuole primarie e 2 scuole secondarie di primo grado.
Per quanto riguarda le scuole secondarie di secondo grado, in città hanno sede il liceo scientifico "Ricciotto Canudo", il liceo classico "Publio Virgilio Marone" e l'istituto tecnico tecnologico "Galileo Galilei".

#### Musei

##### Museo archeologico nazionale
Le sale del Museo archeologico sono allestite all'interno del castello normanno-svevo. È presente una sistematica esposizione dei numerosi corredi delle necropoli di Monte Sannace e Santo Mola che coprono un ampio arco cronologico: dall'inizio del VI al II secolo a.C. Vasi geometrici e figurati, armi in bronzo, fibule e statuine fittili definiscono la consueta composizione dei corredi funerari del centro indigeno ma anche delle più ampie comunità peucete.

##### Parco archeologico di Monte Sannace
Il sito, distante 5 km dal centro abitato in direzione di Turi, è stato oggetto di scavi archeologici a partire dal 1957 da parte della Soprintendenza alle antichità della Puglia e del Materano. Gli scavi, terminati nel 1961, hanno portato alla luce un insediamento degli antichi Peucezi risalente al IX secolo a.C. e che perdura, con brevi interruzioni, fino al periodo ellenistico-romano (all'incirca fino al I secolo d.C.).
Il parco archeologico comprende alcuni tratti dei circuiti difensivi e la porta nord, oltre a buona parte dell'abitato, numerose tombe e diversi edifici dell'acropoli.
I reperti provenienti dagli scavi sono conservati nel Museo archeologico nazionale situato all'interno del Castello normanno-svevo.

### Cinema
Oltre ad aver dato i natali a Ricciotto Canudo, che durante il soggiorno a Parigi alimentò il dibattito attorno all'arte cinematografica, Gioia del Colle è legata al cinema per aver ospitato il set di tre film, in epoche diverse:
- Fra il 1930 e il 1931 nel centro urbano e nelle campagne gioiesi furono girate alcune riprese del film muto Idillio infranto, per la regia del milanese Nello Mauri.
- Nel 1964 Pier Paolo Pasolini per il film "Il Vangelo secondo Matteo" scelse il Castello di Gioia del Colle per girare due scene: la reggia di Erode e la danza di Salomé, che si svolse nell'ala nord della corte dell'edificio. La cacciata dal tempio, con i sacerdoti che assistono agli eventi, è stata girata – invece - a Castel del Monte.
- Nel 1999 vi fu ambientato Terra bruciata, pellicola di esordio di Fabio Segatori con Raoul Bova, Giancarlo Giannini, Michele Placido e Bianca Guaccero[16].
- Nel 2014 Matteo Garrone scelse il castello normanno-svevo di Gioia del Colle per ambientarvi alcune scene del film “Il racconto dei racconti”, con Salma Hayek, Vincent Cassel e Toby Jones.

### Musica
- La Banda Musicale di Gioia del Colle ha vinto il Concorso Internazionale di Venezia nel 1924 e il Concorso Professionisti a Roma nel 1929[17].
- Dal 1998 si tiene a Gioia del Colle il concorso internazionale di musica Premio Pietro Argento[18].
- Nel 2012, dall'iniziativa di numerosi musicisti gioiesi, nasce Rockerella, un progetto di produzione, ricerca storica, censimento e coordinamento della musica alternativa di Gioia del Colle, che diventa un omonimo festival e produce due compilation[19][20] e il documentario "Rockerella, storia della musica di Gioia del Colle dagli anni '50 ai giorni nostri"[21].

### Teatri
- Teatro comunale Rossini

### Eventi
- Festa Patronale di San Filippo Neri, 25 - 26 - 27 maggio;
- Festa del compatrono San Rocco, 15 - 16 agosto;
- Processione dei Sacri Misteri della Passione, Venerdì Santo;
- Festival Internazionale  Chièdiscena, aprile - maggio[22];
- Palio delle Botti, agosto[23].

## Economia
Gioia del Colle è rinomata per la mozzarella di Gioia del Colle DOP a latte vaccino e il vino Primitivo di Gioia del Colle, inoltre sono presenti importanti produttori di pasta e olio extravergine di oliva.
L'agricoltura, le industrie casearie, le cantine, i pastifici e i frantoi assieme alle imprese commerciali rappresentano il motore economico di questo paese.
Nel 2020 la mozzarella di Gioia del Colle è diventata una DOP .

## Infrastrutture e trasporti

### Strade
Le principali direttrici stradali di Gioia del Colle sono:
- Autostrada A14 Bologna-Taranto, uscita di Gioia del Colle.
- Strada statale 100 di Gioia del Colle.

### Ferrovie

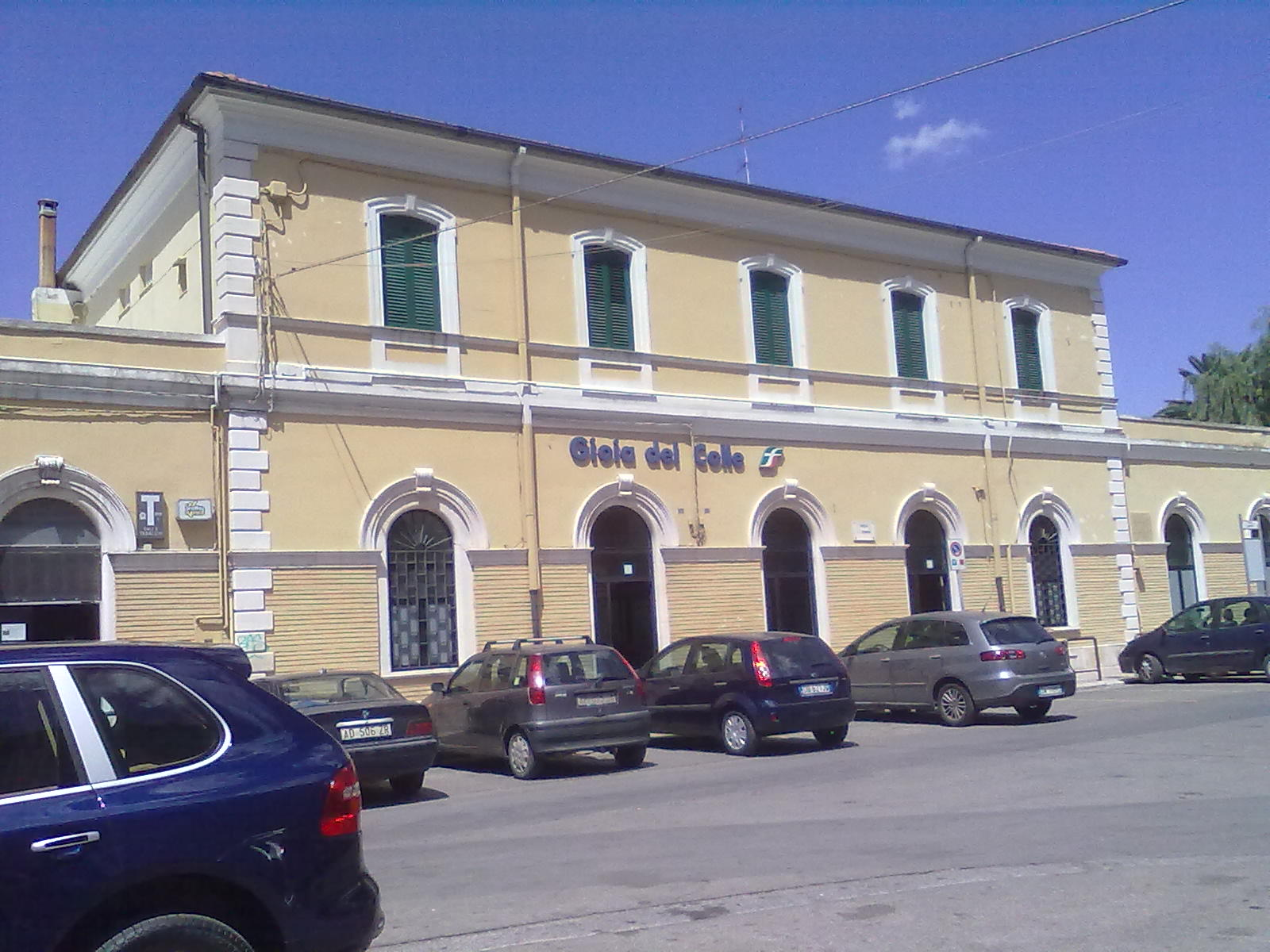
La stazione ferroviaria di Gioia del Colle.

La stazione ferroviaria è posta sulla ferrovia Bari-Taranto, ed è capolinea della linea Gioia del Colle-Rocchetta Sant'Antonio, quest'ultima linea ferroviaria attualmente non è più in servizio; sono rimaste solo le traversine e i binari, mentre i passaggi a livello sono stati tutti rimossi.

### Aeroporti
Presso l'aeroporto militare di Gioia del Colle "Antonio Ramirez" ha sede il 36º Stormo dell'Aeronautica Militare.

### Mobilità urbana
Il trasporto pubblico urbano è un servizio gratuito messo a disposizione dall'amministrazione comunale e gestito dalla società Sabato Viaggi. La rete consiste di due linee circolari, due linee che servono la zona Termosud, due linee per la zona industriale e due linee che collegano i principali siti scolastici del comune di Gioia del Colle.

## Amministrazione

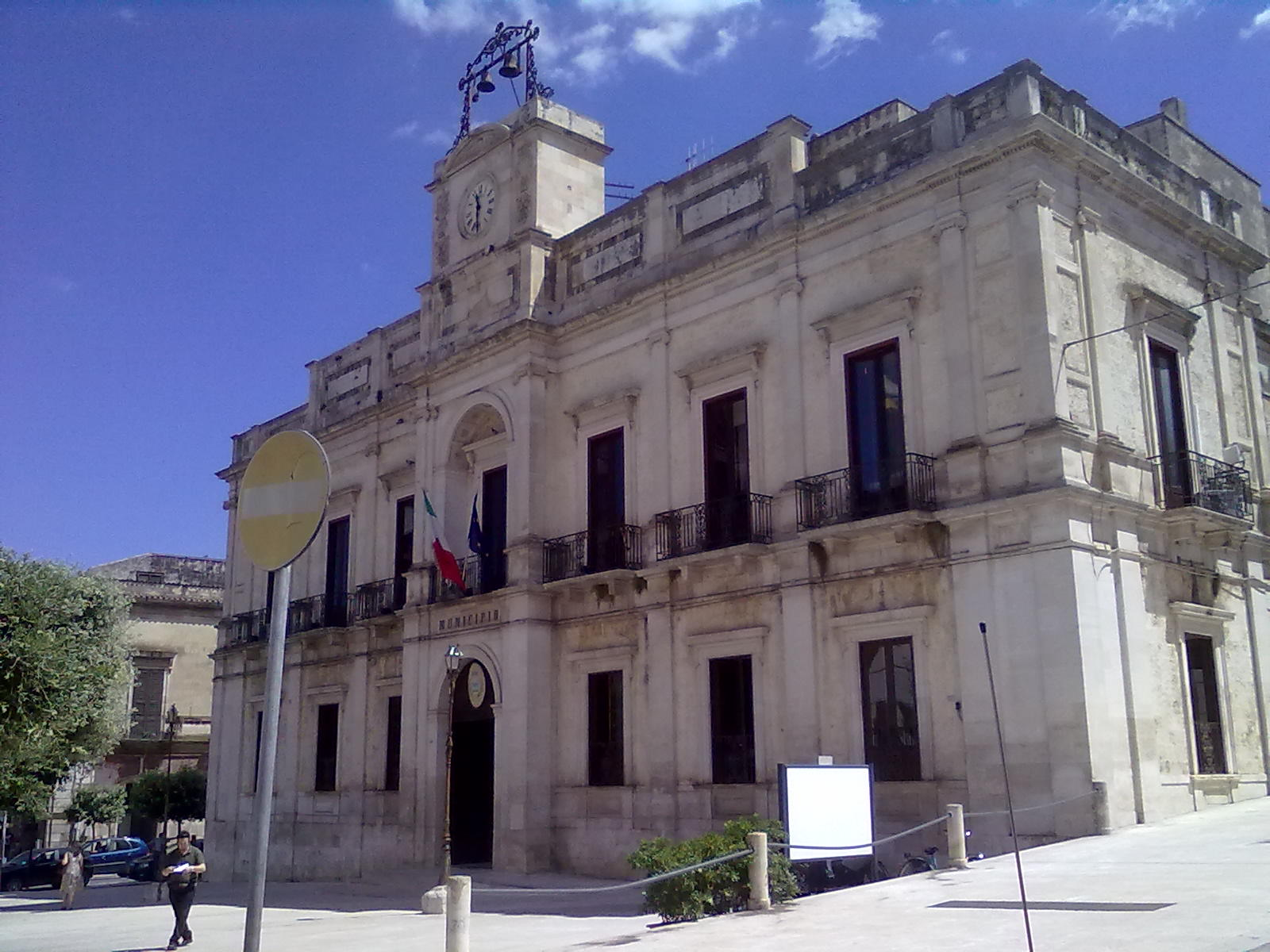
Il palazzo San Domenico, sede del municipio.

| Periodo           | Periodo           | Primo cittadino                               | Partito       | Carica                    | Note   |
| ----------------- | ----------------- | --------------------------------------------- | ------------- | ------------------------- | ------ |
| 15 novembre 1986  | 18 giugno 1991    | Angelo Longo                                  | DC            | Sindaco                   |        |
| 18 giugno 1991    | 21 dicembre 1991  | Giuseppe Gallo                                | DC            | Sindaco                   |        |
| 21 dicembre 1991  | 11 agosto 1992    | Vincenzo Martinelli                           | DC            | Sindaco                   |        |
| 11 agosto 1992    | 28 gennaio 1993   | Antonio Domenico Ludovico                     | DC            | Sindaco                   |        |
| 28 gennaio 1993   | 10 settembre 1993 | Pasquale De Leonardis                         | DC            | Sindaco                   |        |
| 10 settembre 1993 | 8 maggio 1995     | Luciana Perrotta Ubaldo Basta Luciano Marzano |               | Commissione straordinaria | [ 27 ] |
| 8 maggio 1995     | 14 giugno 2004    | Sergio Povia                                  | PDS / DS      | Sindaco                   |        |
| 14 giugno 2004    | 23 ottobre 2007   | Vito Mastrovito                               | DS            | Sindaco                   |        |
| 23 ottobre 2007   | 29 aprile 2008    | Claudio Palomba                               |               | Commissario               |        |
| 29 aprile 2008    | 7 novembre 2011   | Piero Longo                                   | PdL           | Sindaco                   |        |
| 7 novembre 2011   | 22 maggio 2012    | Maria Filomena Dabbicco                       |               | Commissario               |        |
| 22 maggio 2012    | 9 marzo 2015      | Sergio Povia                                  | PD            | Sindaco                   | [ 28 ] |
| 9 marzo 2015      | 23 giugno 2016    | Rossana Riflesso                              |               | Commissario               |        |
| 23 giugno 2016    | 18 maggio 2018    | Donato Lucilla                                | lista civica  | Sindaco                   |        |
| 18 maggio 2018    | 27 maggio 2019    | Umberto Postiglione                           |               | Commissario               |        |
| 27 maggio 2019    | 9 luglio 2024     | Giovanni Mastrangelo                          | centro-destra | Sindaco                   |        |
| 9 luglio 2024     | in carica         | Giovanni Mastrangelo                          | centro-destra | Sindaco                   |        |

### Gemellaggi
- Târgoviște

### Altre informazioni amministrative
Il comune di Gioia del Colle è capoluogo della Comunità montana della Murgia Barese Sud-Est, che raggruppa complessivamente 6 comuni.

## Sport

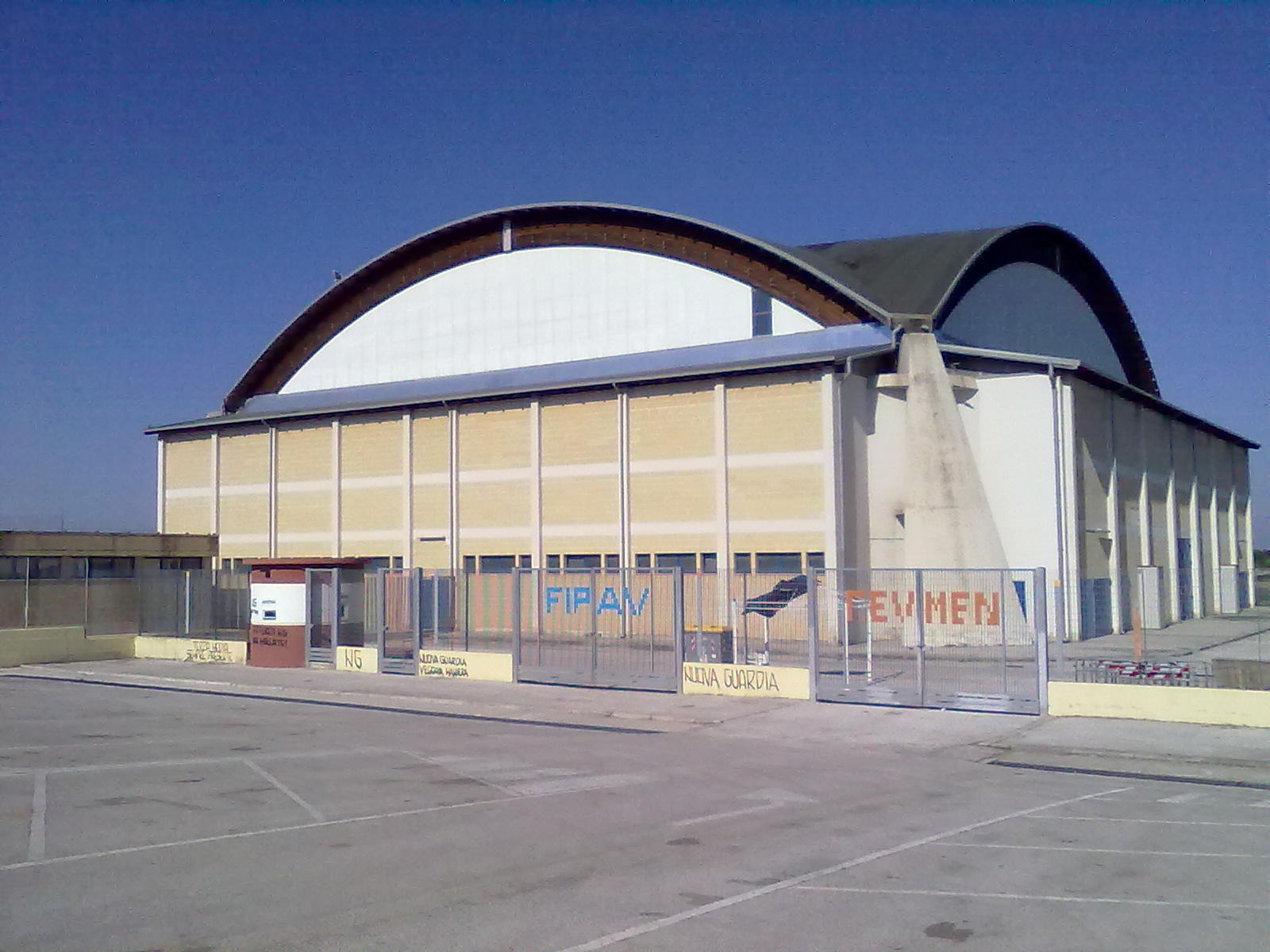
Il PalaCapurso, sede delle partite interne del Gioia del Volley.

### Calcio
La principale squadra di calcio della città è stata l'A.S.D. Pro Gioia, che vanta una partecipazione storica al campionato di Serie C stagione 1945/46 e che si è sciolta nel 2011. Attualmente esiste il Partizan Gioia che milita in Seconda Categoria.

### Pallavolo
La squadra locale di pallavolo è il New Real Volley Gioia che milita in Serie B di pallavolo maschile. I colori sociali sono bianco-rosso. La squadra eredita i fasti dell'ASPC Volley Gioia e del Gioia del Volley società che hanno vantato 4 stagioni nella massima serie: 1994-95, 1995-96, 2003-04 e 2004-05 nonché una finale di Coppa Italia di Serie A2. Attualmente la struttura che ospita le partite interne della New Real Volley Gioia è il PalaCapurso, palazzetto dello sport di Gioia del Colle.
Data l'ottima tradizione pallavolistica avviata dalla squadra principale fin dal 1975, altre realtà si sono messe in luce nel panorama pallavolistico nazionale. La A.S.D. New Volley Gioia di pallavolo femminile milita nella stagione 2012-2013 nella Serie C femminile.

### Altri sport
La squadra di rugby locale Federiciana Rugby A.S.D. fondata nel 2010, milita nella serie C pugliese della Federazione Italiana Rugby. Nel 2013 la squadra è stata rifondata prendendo il nome di Rugby Club Granata A.S.D., affidandosi ad una nuova guida tecnica, mentre nel 2017 la squadra si tinge di rosa, diventando una squadra femminile di rugby a 7.
Il basket è praticato a livello giovanile. L'A.S.D. Gioia Running, fondata nel 2012, partecipa alle competizioni podistiche a livello regionale.
Militanti nell'A.S.D. Arcieri della Murgia, gli atleti Paolo Cantore, Patrizia Castellaneta e Vito Acito più volte hanno conquistato il titolo regionale FITARCO nella disciplina del tiro con l'arco. Patrizia Castellaneta nel 2011 ha conquistato il titolo di Campionessa italiana assoluta mentre Paolo Cantore nel 2014 il titolo di Campione italiano a squadre.

### Impianti sportivi
Lo stadio locale è intitolato a "P. Martucci", è impiegato dalla locale squadra di calcio. La F.I.G.C.-L.N.D. ha mosso opposizione per l'impiego dell'impianto per le partite di rugby.
Il Palasport Gioia del Colle, impiegato per la pallavolo e il basket, è detto PalaCapurso. Infine il PalaKoutnetsov, detto 'Palestrone' dove vengono ospitate le partite del settore giovanile della Team Volley Joya (l'Academy), della New Volley Gioia (Serie C Femminile) nonché partite dei campionati giovanili di altre compagini pallavolistiche gioiesi.